# Acinonyx kurteni

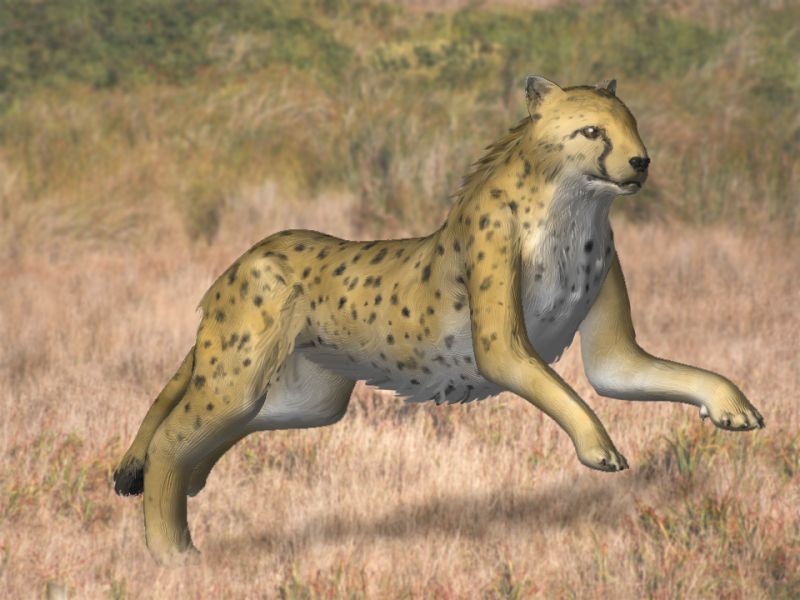
Il·lustració científica

«Acinonyx kurteni» és un fòssil falsificat de guepard descobert a la Xina. El nom científic fou assignat a un crani que inicialment s'atribuí a una espècie extinta de guepard que hauria estat endèmica d'Àsia durant el Pliocè superior. Hauria viscut fa 2,5–2,2 Ma i existit durant uns 300.000 anys.
El 2008 s'anuncià el descobriment del fòssil, que segons els seus descriptors era l'espècie d'Acinonyx més antiga descoberta. A més a més, l'estudi conclogué que els guepards aparegueren al Vell Món i no pas al Nou Món, com es pensava abans. Es creia que tenia alguns dels caràcters del guepard actual, Acinonyx jubatus, com ara grans sins que li permetien agafar més aire quan esprintava, mentre que les seves dents presentaven trets primitius.
Després d'una llarga polèmica sobre l'autenticitat del fòssil, el 2012 es demostrà que era una falsificació.